# クリストファー・リーヴ
クリストファー・ドリエ・リーヴ（Christopher D'Olier Reeve, 1952年9月25日 - 2004年10月10日）は、アメリカ合衆国の俳優、映画監督。身長193cm。

## 来歴
小説家で大学教授の父フランクリン・ドリエ・リーヴとジャーナリストの母バーバラ・ピットニーの息子として、ニューヨーク州パウンドリッジに生まれた。1974年にコーネル大学を卒業して文学士の学位を取得したのち、ジョン・ハウスマンの指導するジュリアード音楽院に入学した。
ブロードウェイの舞台やテレビのソープオペラ『Love of Life』に出演したのち、1978年にリチャード・ドナー監督の映画『スーパーマン』で主人公のクラーク・ケント（スーパーマン）役に抜擢され、その後に製作された3本の続編にも主演した。1980年にはタイムトラベル・ロマンス作品『ある日どこかで』でジェーン・シーモアと共演した。
1995年5月27日、バージニア州シャーロッツヴィルで乗馬競争中に落馬し、脊髄損傷を起こして首から下が麻痺した。そのため映画界から離れ、リハビリテーションに専念する。また、妻のダナとともにニュージャージー州ショートヒルで「クリストファー・アンド・ダナ・リーヴ麻痺資源センター」を開設し、身体の麻痺に苦しむ人たちに対してより独立して生きるよう指導した。ちなみに、落馬事故前に主演した最後の作品は『光る眼』である。
以後は車椅子での生活を余儀なくされるも、1996年の第68回アカデミー賞授賞式にプレゼンターとして姿を見せ、出席者からはスタンディングオベーションが送られた。1997年にはHIV感染者を主人公としたテレビ映画『フォーエヴァー・ライフ 旅立ちの朝』で監督業に進出し、同作で息子のウィル・リーヴを俳優デビューさせている。
1997年にナレーションを務めたドキュメンタリー番組『Without Pity: A Film About Abilities』でエミー賞情報スペシャル部門作品賞を受賞し、1999年には自伝『車椅子のヒーロー あの名俳優クリストファー・リーブが綴る「障害」との闘い』の朗読アルバムでグラミー賞最優秀スポークン・ワード・アルバム賞を受賞する。
これを機に俳優活動を本格的に再開し、1999年にはテレビ映画『裏窓』（アルフレッド・ヒッチコック監督の『裏窓』のリメイク作品）を製作するとともに、車椅子に乗った主人公を自ら演じた。さらに、2003年から2004年にかけて連続テレビドラマ『ヤング・スーパーマン』に出演し、若き日のクラーク・ケントに素性の手掛かりを与えるヴァージル・スワン博士役を演じた。
2004年5月にはアテネオリンピックのコマーシャルにも出演したが、10月9日に自宅で心不全を起こして昏睡状態となり、翌10日にニューヨーク州のノーザン・ウェストチェスター病院で死去した。52歳だった。リーヴの訃報に際して、『スーパーマン』シリーズで共演したレックス・ルーサー役のジーン・ハックマンやロイス・レーン役のマーゴット・キダー、スーパーマンの母役のスザンナ・ヨークらは哀悼のコメントを発表した。なお、スーパーマンの父ジョー＝エル役を演じたマーロン・ブランドも、リーヴに先立つこと3か月前の2004年7月1日にこの世を去っており、妻のダナ・リーヴは2006年3月9日に肺癌によりこの世を去った。

## 人物
生前、リーヴはインタビューで「ヒーローとはどのような存在か」と問われることがあった。『スーパーマン』の映画撮影中は「先のことを考えずに勇気ある行動をとる人のこと」と答えていたが、落馬事故を起こした後は「どんな障害にあっても努力を惜しまず、耐え抜く強さを身につけていったごく普通の人」と答えている。
身体障害者に対する持続的な支援活動が評価され、2003年にはメアリー・ウッダード・ラスカー公益事業賞を受賞した。

## フィルモグラフィ
※役名の太字表記は主演。

### 映画

#### 劇場公開映画
| 年   | 題名                                                             | 役名                                        | 日本語吹替                                                               |
| ---- | ---------------------------------------------------------------- | ------------------------------------------- | ------------------------------------------------------------------------ |
| 1978 | 原子力潜水艦浮上せず Gray Lady Down                              | フィリップス                                | 古川登志夫（テレビ朝日版）                                               |
| 1978 | スーパーマン Superman                                            | スーパーマン / クラーク・ケント             | 佐々木功（テレビ朝日版1） 東地宏樹（テレビ朝日版2） 大平透（機内上映版） |
| 1980 | ある日どこかで Somewhere in Time                                 | リチャード・コリアー                        | 寺杣昌紀（ソフト版） 星野貴紀（VOD）版 ささきいさお（BSテレビ東京版）    |
| 1980 | スーパーマンII/冒険篇 Superman II                                | スーパーマン / クラーク・ケント             | 佐々木功（テレビ朝日版1、TBS版） 東地宏樹（テレビ朝日版2）               |
| 1982 | デストラップ・死の罠 Deathtrap                                   | クリフォード・アンダーソン                  | 池田秀一（TBS版）                                                        |
| 1982 | バチカンの嵐 Monsignor                                           | ジョン・フラハティ神父                      | 原康義（テレビ朝日版）                                                   |
| 1983 | スーパーマンIII/電子の要塞 Superman III                          | スーパーマン / クラーク・ケント             | 佐々木功（テレビ朝日版）                                                 |
| 1984 | ボストニアン The Bostonians                                      | バジル・ランサム                            | (吹替版なし)                                                             |
| 1985 | アビエーター The Aviator                                         | エドガー・アンスコム                        | (吹替版なし)                                                             |
| 1987 | NYストリート・スマート Street Smart                              | ジョナサン・フィッシャー                    | (吹替版なし)                                                             |
| 1987 | スーパーマンIV/最強の敵 Superman IV: The Quest For Peace         | スーパーマン / クラーク・ケント             | 佐々木功（テレビ朝日版）                                                 |
| 1988 | スイッチング・チャンネル Switching Channels                      | ブレイン・ビンガム                          | 玄田哲章                                                                 |
| 1992 | カーテンコール/ただいま舞台は戦闘状態 Noises Off...              | フレデリック・ダラス / フィリップ・ブレント | 田中正彦                                                                 |
| 1993 | モーニング・グローリー 輝ける朝 Morning Glory                    | ウィル・パーカー                            | (吹替版なし)                                                             |
| 1993 | 日の名残り The Remains of the Day                                | ジャック・ルイス                            | 神奈延年（Netflix版）                                                    |
| 1994 | 眠れない夜はあなたと Speechless                                  | ボブ・“バグダッド”・フリード                | 中田和宏                                                                 |
| 1995 | 光る眼 Village of the Damned                                     | アラン・チェフィー医師                      | 池田秀一（ソフト版） 佐々木功（テレビ朝日版）                            |
| 1995 | 偽証 Above Suspicion                                             | デンプシー・ケイン                          | 小杉十郎太                                                               |
| 1996 | 明日に向かって 〜アンナの幸せの作りかた〜 A Step Toward Tomorrow | デニー・ガブリエル                          | (吹替版なし)                                                             |

#### テレビ映画
| 年   | 題名                                                               | 役名                           | 備考                     | 日本語吹替 |
| ---- | ------------------------------------------------------------------ | ------------------------------ | ------------------------ | ---------- |
| 1985 | ジャクリーン・ビセットの アンナ・カレーニナ Anna Karenina          | ブロンスキー伯爵               |                          |            |
| 1989 | 大脱走2/脱出編・復讐編 The Great Escape: The Untold Story          | ジョニー・ドッジ大佐           | 佐々木功（テレビ朝日版） |            |
| 1991 | 渇きの代償 Bump in the Night                                       | ローレンス・ミュラー           |                          |            |
| 1991 | デス・ドリームス Death Dreams                                      | ジョージ・ウエストフィールド   |                          |            |
| 1993 | シー・ウルフ The Sea Wolf                                          | ハンフロー・ヴァン・ウォーデン |                          |            |
| 1995 | ブラックフォックス Black Fox                                       | アラン・ジョンソン             | ミニシリーズ             |            |
| 1995 | ブラックフォックス2 〜平和の価値は〜 Black Fox: The Price of Peace | アラン・ジョンソン             | ミニシリーズ             |            |
| 1995 | ブラックフォックス3 〜軌跡の果て〜 Black Fox: Good Men and Bad     | アラン・ジョンソン             | ミニシリーズ             |            |
| 1998 | 裏窓 Rear Window                                                   | ジェイソン・ケンプ             |                          | 小杉十郎太 |

### テレビシリーズ

#### テレビドラマ
| 放映年      | 題名                                                 | 役名               | 備考                         | 日本語吹替 |
| ----------- | ---------------------------------------------------- | ------------------ | ---------------------------- | ---------- |
| 1983        | フェアリーテール・シアター Faerie Tale Theatre       | 王子               | エピソード「眠れる森の美女」 | 佐々木功   |
| 2003        | ザ・プラクティス ボストン弁護士ファイル The Practice | ケヴィン・ヒーリー | 計1話出演                    |            |
| 2003 - 2004 | ヤング・スーパーマン Smallville                      | ヴァージル・スワン | 計2話出演                    | 大塚芳忠   |

#### テレビ番組
| 放映年      | 題名                             | 役名   | 備考      | 日本語吹替 |
| ----------- | -------------------------------- | ------ | --------- | ---------- |
| 1980        | マペット・ショー The Muppet Show | 本人   | 第418話   |            |
| 2000 - 2002 | セサミストリート Sesame Street   | クリス | 計2話出演 | 玄田哲章   |

### ドキュメンタリー
| 年   | 題名                                                                               | 公開日                                                                  | 配信                                   |
| ---- | ---------------------------------------------------------------------------------- | ----------------------------------------------------------------------- | -------------------------------------- |
| 2024 | スーパーマン / クリストファー・リーヴの生涯 Super/Man: The Christopher Reeve Story | 2024年1月19日 (サンダンス映画祭) 2024年9月21日 2024年11月1日 劇場未公開 | Max 2024年12月7日 U-NEXT 2025年2月27日 |

## 受賞とノミネート
『スーパーマン』(1978年)
- 英国アカデミー賞 新人賞 受賞

『裏窓』(1998年)
- 全米映画俳優組合賞 男優賞 受賞

## 著書
- 『車椅子のヒーロー あの名俳優クリストファー・リーブが綴る「障害」との闘い』 - Still Me（1998年）

1998年11月、出版：徳間書店、訳：布施由紀子（ISBN 978-4198609092）
- 『あなたは生きているだけで意味がある』 - Nothing Is Impossible（2002年）

2003年11月、出版：PHP研究所、訳：東本貢司（ISBN 978-4569632599）

## 日本語吹き替え
『スーパーマン』（テレビ朝日版1）のスーパーマン / カル゠エル / クラーク・ケント役を演じて以降、リーヴが亡くなるまで大半の作品でささきいさお（佐々木功）が吹き替えを担当していた。
現在でもささきの吹き替えは同業者などをはじめ、「クリストファー・リーブならこの声」と高い評価を得ており、『ある日どこかで』（BSテレビ東京版）のように既に他の声優で吹き替えが行われていたものの、ささきによる新録版が作られることもあった。ささきはリーヴの印象について、「演技は独特の細やかさや遊びがある」「あれだけ清潔個性の俳優はめったにいない」と評している。
このほかにも、池田秀一、玄田哲章、小杉十郎太、東地宏樹なども複数回、声を当てている。